# Alexander Spendiarjan
Alexander Spendiarjan (arménsky Ալեքսանդր Սպենդիարյան; (1. listopadu 1871, Kachovka – 7. května 1928, Jerevan) byl arménský hudební skladatel a dirigent.

## Životopis
Spendiarjan studoval, po ukončení gymnázia v Simferopolu, v Petrohradu a Moskvě. Poté žil v Simferopolu, na Jaltě (1901) a v Sudaku, než se usadil jako učitel hudby v Jerevanu. V letech 1926–1927 byl hlavním dirigentem arménského filharmonického orchestru. Složil operu, orchestrální suitu, několik symfonických obrazů a skladeb pro violoncello, klavír a housle a písně na ruské a arménské texty. Je považován za zakladatele nezávislé arménské národní školy klasické hudby. Třikrát získal Glinkovu cenu.

## Dílo
- Almast, opera
- Almast, symfonická suita pro orchestr
- Tři žalmy
- Skici z Jerevanu